# Victor Feller
Victor Feller (Dudelange, 22 febbraio 1923 – Diekirch, 24 dicembre 1997) è stato un calciatore lussemburghese, di ruolo centrocampista.

## Carriera

### Club
Ha sempre giocato nel campionato lussemburghese.

### Nazionale
Ha rappresentato la Nazionale del suo paese alle Olimpiadi del 1948.